# 御座船入江川
御座船入江川（ござぶねいりえがわ）は、徳島県徳島市を流れる吉野川水系の河川である。御座船川や明神川の別名を持つ。

## 地理
徳島県徳島市中央部（中心街より南東）、現在は沖浜町・かちどき橋境に水源がある。ただしこれは埋め立てや暗渠化の結果であり、かつてはさらに上流があった。明神町・富田橋・南二軒屋町などに断片的に残る水路は、御座船入江川上流部やその支流の名残である。明神町を流れていたことから、明神川と呼ばれることもある。
北の昭和地区（かちどき橋・南昭和町）と南の八万地区（沖浜町・沖浜・沖浜東・山城西・山城町）との境を東へ流れ、徳島市南昭和町・山城町間で園瀬川下流部に合流する。園瀬川は北向きに流れて来ているが、合流点からは御座船入江川の延長線上である東へ向きを変える。
すぐ南（園瀬川上流）を、同じ園瀬川支流の冷田川が流れる。

## 歴史
弘化 (1844–1847) 以前から1929年か1930年まで、下流部沿岸や中州に塩田があった。特に、現在の文理大学と産業観光交流センター（アスティとくしま）に大塩田があった。

## 環境
水質は非常に悪く、河川全体にわたってゴミなどの廃棄物が目立つ。

## 橋梁
上流から。
| 橋       | 左岸         | 右岸           | 道路     |
| -------- | ------------ | -------------- | -------- |
| 御座船橋 | 南昭和町1    | 沖浜1・沖浜東1 | 国道55号 |
| 山城橋   | 南昭和町4・5 | 山城町西浜傍示 |          |

## 沿岸の施設
上流から。
- 徳島市中央浄化センター
- 徳島文理大学
- 徳島県立産業観光交流センター（アスティとくしま）
- 徳島工芸村